# Chaussée romaine d'Aix-la-Chapelle à Xanten
 (septembre 2012).
Si vous disposez d'ouvrages ou d'articles de référence ou si vous connaissez des sites web de qualité traitant du thème abordé ici, merci de compléter l'article en donnant les références utiles à sa vérifiabilité et en les liant à la section « Notes et références ».

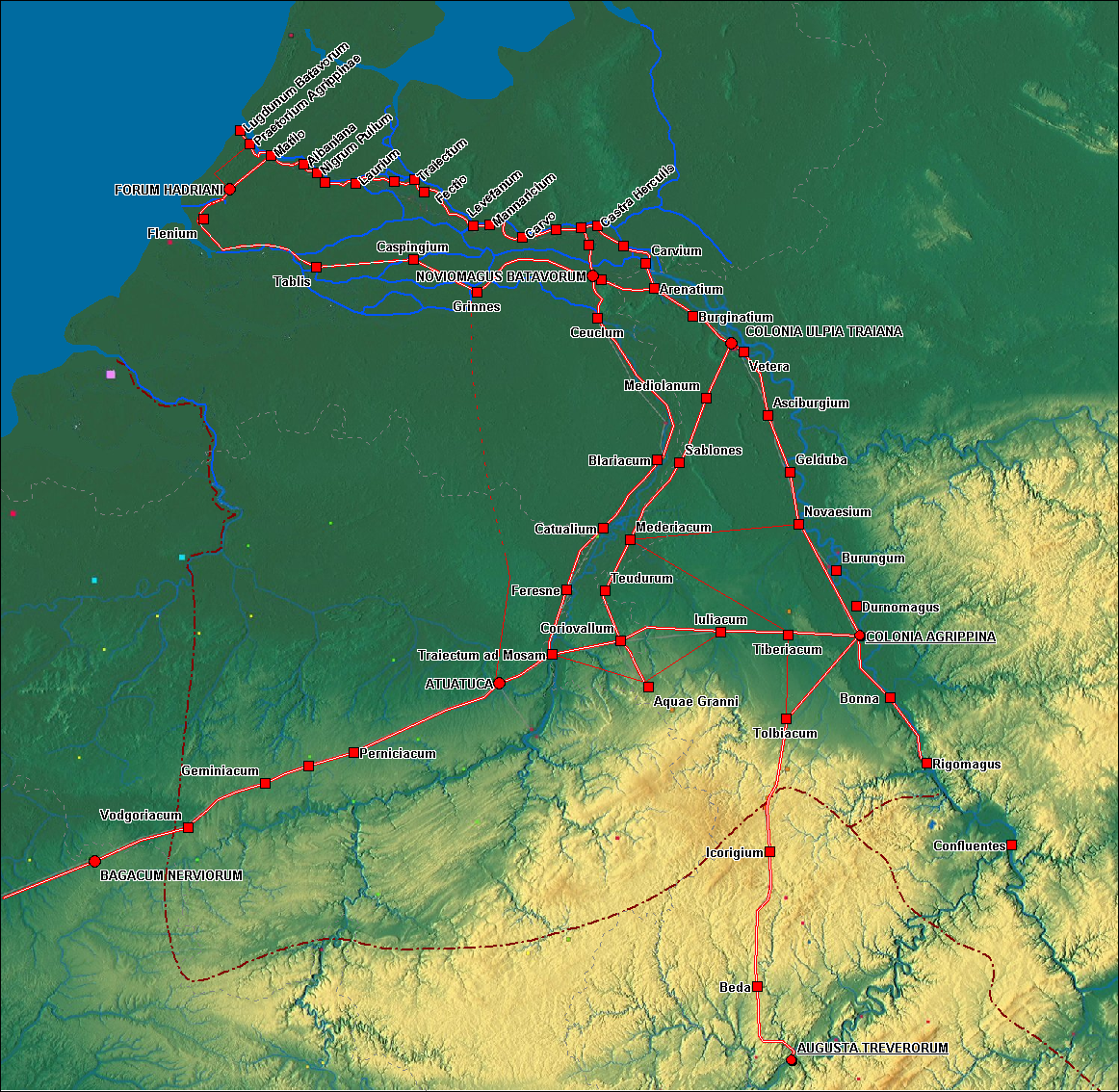
Chaussées romaines - Germanie inférieure

La Chaussée romaine d'Aix-la-Chapelle à Xanten est une voie romaine reliant Aquis Grana, municipium de Germanie inférieure - aujourd'hui Aix-la-Chapelle -, à Colonia Ulpia Traiana - aujourd'hui Xanten -, troisième ville au Nord des Alpes en passant par les vicus de Coriovallum, Teudurum, Mederiacum, Sablonibus et Mediolano. 

## Topographie
- Itinéraire parallèle au cours de la Meuse à l'intérieur du pays, rive droite.
- 129 km, soit environ 27 heures à pied

## L'itinéraire
- Municipium Aquis Grana, aujourd'hui Aix-la Chapelle
  -     - Thermes

  - Coriovallum aujourd'hui Heerlen
    - Thermes
    - Carrefour avec la Chaussée romaine de Bavay à Cologne

  - Vicus Teudurum aujourd'hui Tudderen ou Tüddern
  - Vicus Mederiacum (nl) aujourd'hui Melick
  - Vicus Blariacum aujourd'hui Blerick près de Venlo
  - Vicus Sablonibus (en) aujourd'hui Kaldenkirchen
  - Vicus Mediolano (nl) aujourd'hui Geldern-Pont
- Colonia Ulpia Traiana aujourd'hui Xanten
  -     - Castra Vetera I et II

Itinéraire d'Antonin
- Aquis Grana Heerlen n'est pas précisée (15 km)
- Coriovallum - Teudurum : VII (15,5 km)
- Teudurum - Mederiacum: VIII (17,7 km)
- Mederiacum - Sablonibus: X (22,2 km)
- Blariacum n'est pas indiqué
- Sablonibus - Mediolanum: VIII (17,7 km)
- Mediolanum- Colonia Traiana: VIII (17,7 km)

Estimé par l'itinéraire d'Antonin: 90,8 km, en réalité 111 km